# دراكو روزا
روبرت إدوارد روزا سواريز ( لونغ آيلاند، الولايات المتحدة، 27 يونيو 1970 )، المعروف باسمه المسرحي روبي دراكو روزا (Robi Draco Rosa) أو دراكو روزا أو ببساطة دراكو، هو موسيقي ومغني وملحن وعازف متعدد الآلات ومنتج وشاعر ورجل أعمال من أصل بورتوريكي، الحائز على العديد من جوائز غرامي وجوائز غرامي اللاتينية . 
عندما كان صغيرا، انتقل مع والديه إلى بورتوريكو، حيث أتيحت له الفرصة للمشاركة في فرقة الشباب مينودو مع المغني ريكي مارتن، من بين آخرين. بعد التمثيل في الأفلام والعزف مع سلسلة من الفرق، بدأ مسيرته المهنية الفردية بتسجيل عدة ألبومات باللغتين الإنجليزية والإسبانية وأصبح كاتب أغاني ومنتجًا لمطربين مثل ريكي مارتن وخوليو إغليسياس وإدينيتا نازاريو .